# Vincenza Garelli della Morea
Vincenza Garelli della Morée, née Valeggio (comtesse de Cardenas, 1859 — après 1924), est une pianiste et compositrice italienne. Elle a également utilisé le pseudonyme Centa della Morea.

## Biographie
Vincenza Garelli della Morea est née à Valeggio, dans la province de Pavie. Elle étudie à Turin avec Carlo Pedrotti et Giovanni Bolzoni, avant de poursuivre ses études avec Giovanni Sgambati.
Elle a épousé le comte de Cardenas et a vécu à Milan, où elle assistait au salon de la comtesse Maffei. En 1888, elle s'installe à Rome,.

## Travaux
Della Morea a composé trois pantomimes, des opérettes, des œuvres pour orchestre, un quatuor à cordes et un certain nombre de chansons et de pièces pour piano.
- Incantesimo, opérette, livret de G. Drovetti, 1915
- Il viaggio dei Perrichon, opérette, livret de G. Drovetti d'après E. Labiche, 1916
- Le nozze di Leporello, commedia, livret de L. Almirante, 1924
- L'esultanza della stirpe, pour orchestre
- Idillio pastorale, pour orchestre
- La ballata d'Arlecchino, pour orchestre [3]